# Mount Shadowfax
Der Mount Shadowfax ist ein 2315 m hoher Berg mit einer Schartenhöhe von 165 m im Südwesten der kanadischen Provinz British Columbia, im Squamish-Lillooet Regional District.

## Geographie
Der Mount Shadowfax liegt in der Cadwallader Range, einer Teilkette der Coast Mountains, 36 km nördlich von Pemberton und 2,07 km nordöstlich des Mount Gandalf. Der nächsthöhere Berg ist der Mount Aragorn (2435 m)
Der Großteil der Abflüsse der Niederschläge fließt in den Birkenhead Lake über den Phelix Creek, ein Teil vom Nordhang jedoch in den Cadwallader Creek, einen Zufluss des Hurley River. Der Shadowfax ist eher für den steilen Anstieg aus dem lokalen Terrain bemerkenswert als für seine absolute Höhe, da das Relief sehr bewegt ist, denn er erhebt sich über 800 m über den Phelix Creek in ungefähr 2 km Entfernung.

## Geschichte
Die Erstbesteigung wurde am 7. Mai 1972 durch Peter Jordan und Fred Thiessen ausgeführt. Diese Seilschaft führte auch die Erstbesteigungen der benachbarten Mount Aragorn und Mount Gandalf aus. Die Namen Aragorn, Gandalf und Shadowfax (dt. „Schattenfell“) sind den fiktionalen Charakteren in den Romanen The Hobbit und The Lord of the Rings von J. R. R. Tolkien entlehnt, welche 1972 während des Aussitzens stürmischen Wetters durch die Beteiligten gelesen wurden. Shadowfax ist dort Gandalfs Zauberpferd. Das Toponym des Mount Shadowfax wurde 1978 von Karl Ricker vom Alpine Club of Canada als Mount Gandalf vorgeschlagen und am 23. Januar 1979 offiziell angenommen, am 4. Dezember 2006 vom Geographical Names Board of Canada jedoch offiziell in Übereinstimmung mit den Intentionen der Erstbesteiger-Seilschaft in Shadowfax geändert. Ältere Karten zeigen die beiden Berge (Gandalf und Shadowfax) mit vertauschten Namen.

## Klima
In Bezug auf die Klimaklassifikation nach Köppen und Geiger herrscht am Gipfel des Mount Shadowfax ein subarktisches Klima. Die meisten Wetterfronten stammen vom Pazifik und bewegen sich ostwärts auf die Coast Mountains zu, wo sie durch die Berge zum  Aufsteigen (Windstau) gezwungen werden, was wiederum dazu führt, dass die enthaltene Feuchtigkeit in Form von Regen oder Schnee abgegeben wird. Im Ergebnis führt das zu hohen Niederschlägen in den Coast Mountains, insbesondere zu starken Schneefällen im Winter. Die Temperaturen können unter −20 °C fallen, unter Berücksichtigung von Windchill-Einfluss unter −30 °C. Die Monate Juli bis September bieten die besten Wetterbedingungen für einen Aufstieg.